# Günther Hunold
 (avril 2024).
Si vous disposez d'ouvrages ou d'articles de référence ou si vous connaissez des sites web de qualité traitant du thème abordé ici, merci de compléter l'article en donnant les références utiles à sa vérifiabilité et en les liant à la section « Notes et références ».
Günther Hunold (né en 1926 à Halle-sur-Saale) est un auteur allemand connu pour ses contributions à l'éducation sexuelle. Sous le pseudonyme de Günther Heller, il est le scénariste de Report-Film (de), des faux documentaires, sur le sujet.

## Biographie
Hunold étudie la musique, la pédagogie et la psychologie à Leipzig, est professeur d'audition intérieure, de contrepoint et d'harmonie à partir de 1948 et obtient un poste de directeur au Conservatoire d'État de Rostock en 1952.
En 1952, il émigre en Allemagne de l'Ouest et travaille à Garmisch-Partenkirchen comme professeur de musique du gymnasium pour filles des Pauvres sœurs des écoles de Notre-Dame. Confronté aux problèmes pubertaires de ses élèves, Hunold lit de nombreux ouvrages pédagogiques. En 1963, il s'installe à Munich et y travaille comme auteur indépendant de non-fiction. Un premier livre en 1969, La pilule et tous les contraceptifs, est publié par Moewig-Verlag. En 1969, il rejoint Heyne-Verlag avec Papst und Pille, mais sans succès. Kindler publie Schulmädchen-Report en avril 1970 avec douze "protocoles sexuels" sur un total de 36 qui ne sont pas scientifiquement documentés en détail. Hunold aurait parlé avec chaque étudiant interrogé pendant cinq à huit heures, posant 157 questions. Der Spiegel rend compte en détail de ces conclusions, parmi lesquelles l'observation selon laquelle les écolières munichoises, contrairement aux Américains, trouvent le sexe dans la voiture pas très agréable et surtout inconfortable.
Le parquet de Munich ouvre une enquête contre des inconnus pour suspicion d'indécence envers des enfants et convoque Hunold comme témoin. Comme il refuse de témoigner et, surtout, de révéler les noms des étudiants avec lesquels il s'est entretenu, il est condamné à une amende de 500 Deutsche Marks, contre laquelle il fait appel sans succès devant le Tribunal constitutionnel fédéral d'Allemagne.
En 1969, sous le pseudonyme de Günther Heller, Hunold co-écrit le scénario du film Les petites chattes sont toutes gourmandes, une production Lisa Film de Karl Spiehs. Il utilise aussi le nom de Heller comme auteur des livres pour les treize épisodes de la série Schulmädchen-Report (1970-1980) ainsi que pour les films érotiques Bons Baisers de Munich (de) et Les Plaisirs de la femme dressée (de) (tous deux de 1972), tous deux publiés en 1972, tous des faux documentaires.
Au cours des années suivantes, Hunold écrit de nombreux autres livres sur des sujets sexuels, ce qui lui apporte une richesse considérable, avec laquelle il achète une villa sur la Berchemstrasse à Munich. Là, il fonde un Institut des sciences sexuelles de Munich (IFS), où il agit en tant que directeur et secrétaire général, et à partir de 1971, il travaille pour les maisons d'édition Carl Stephenson et Orion de Beate Uhse, notamment un Atlas sexuel. En 1972, le sexologue Volkmar Sigusch (de) met en garde contre les activités de Hunold.
Dans son livre Der Sexfilm (1985), Hunold écrit dans ses remarques préliminaires : « Pendant plusieurs années, j'ai été producteur, scénariste et parfois aussi réalisateur ». Cependant, dans les récits détaillés ultérieurs sur la création de films érotiques et pornographiques, ni le titre du film ni les acteurs ne sont mentionnés.
Hunold eut au moins trois mariages

## Filmographie
- 1969 : Les petites chattes sont toutes gourmandes
- 1969 : Couple marié cherche couple marié (de)
- 1970 : Une pucelle en or (de)
- 1970 : Macadam oseille
- 1970 : Rendez-vous avec le déshonneur (sous le pseudonyme d'Alan White)
- 1970 : Rapports intimes au collège de jeunes filles
- 1971 : La Sexualité au travail ou l'amour au bureau (de)
- 1971 : Les Petites cochonnes (de)
- 1971 : J'ai avorté, monsieur le Procureur
- 1971 : L'Amour en vacances
- 1972 : Les Provocatrices (de)
- 1972 : Pour vivre heureuses vivons couchées
- 1972 : Les Plaisirs de la femme dressée (de)
- 1972 : Bons Baisers de Munich (de)
- 1972 : Bacchanales érotiques (de)
- 1973 : Chaleurs profondes
- 1973 : Y a pas de mal à se faire plaisir (de)
- 1973 : Libres jouissances (de)
- 1973 : Lolita super sexy (de)
- 1974 : Wenn die prallen Möpse hüpfen (de)
- 1974 : Schulmädchen-Report. 7. Teil: Doch das Herz muß dabei sein (de)
- 1974 : Chaleurs humides (de)
- 1975 : Les Collégiennes en folie (de)
- 1975 : Fermi tutti! È una rapina (it)
- 1976 : Schulmädchen-Report. 10. Teil: Irgendwann fängt jede an (de)
- 1977 : Jeux d'amour au collège (de)
- 1978 : Schulmädchen-Report. 12. Teil: Junge Mädchen brauchen Liebe (de)
- 1980 : Collégiennes expertes (de)
- 1984 : La Forêt explosive (de)